# TGV PBA
TGV PBA (pentru Paris – Bruxelles – Amsterdam ) sunt TGV-uri de rețea tri-curent, adaptate pentru a putea circula în Belgia și Țările de Jos, și operate de compania Thalys, astăzi subsidiară a Eurostar Group (care acum folosește doar marca Eurostar). Se deosebesc de TGV PBKA⁠(d) prin caroseria mai unghiulară la capetele locomotivelor, precum și prin faptul că, din motive de economie, nu sunt echipate cu echipamente specifice circulației în Germania.

## Descriere

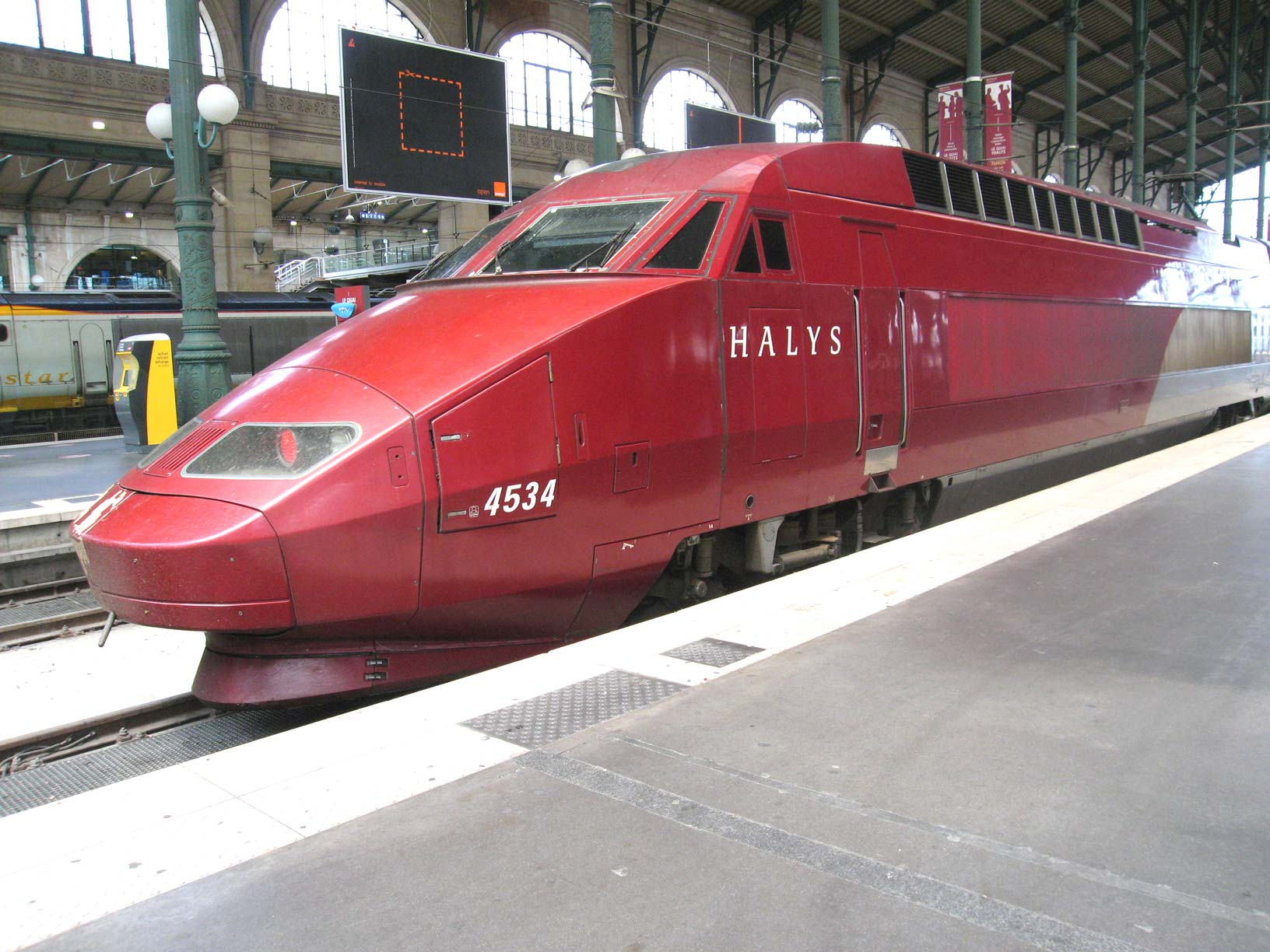
Trenul nr 4534 în schema originală de culori.

Se deosebesc de alte trenuri TGV Réseau tri-curent prin schema de culori specifică Thalys (grena și argintiu), precum și prin designul interior. Sunt compatibile cu mai multe sisteme de semnalizare (KVB și TVM pentru Franța, TBL pentru Belgia și ATB pentru Țările de Jos). În plus, au un sistem de oprire a pantografului pentru a putea trece peste poduri ridicătoare, numeroase în Olanda, unde există o întrerupere a continuității catenarei. Din 2009, au trecut prin aceeași renovare ca echivalentele lor PBKA⁠(d) (schimbarea culorii, renovarea interiorului, adăugarea ERTMS⁠(d) pentru a călători pe noul LGV care leagă nordul Anversului de Țările de Jos).
Aceste garnituri sunt, ca orice rețea TGV cu trei voltaje, capabile de o viteză maximă de 320 km/h. Cu toate acestea, liniile de mare viteză utilizate de obicei de trenurile PBA (LGV Nord în Franța; LGV 1, 2, 3 și 4 în Belgia; HSL-Zuid din Țările de Jos), ca parte a serviciilor lor comerciale obișnuite, sunt limitate la 300 km/h.
Pot circula cuplate (2 rame) cu TGV Réseau, dar și cu TGV Duplex⁠(d) și TGV PBKA⁠(d) . Acest lucru face posibilă, de exemplu, crearea de trenuri Thalys mixte (tren dublu Paris – Bruxelles, decuplat sau cuplat la Bruxelles-Midi în două trenuri simple Paris – Bruxelles – Amsterdam și Paris – Bruxelles – Köln – Dortmund, fără a conta dacă partea Franța – Belgia – Țările de Jos este un tren PBA sau PBKA), sau pentru a înlocui, la plecarea din Paris, un tren Thalys care nu poate pleca cu un tren clasic TGV Réseau tri-curent, încorporat într-un tren dublu.

## Serviciu
La 4 iunie 1996, acestea au fost puse în circulație de noul operator feroviar Thalys între Paris, Bruxelles și, mai departe la Amsterdam (de aici și numele lor, PBA), înlocuind vagoanele TEE Inox trase de locomotivele CC 40100⁠(d) și SNCB seria 18. Până în 2015, au deservit Ostende; serviciul spre Liège via Mons, Charleroi și Namur este oprit temporar. În serviciul sezonier, ele deservesc și Alpii (în special Bourg-Saint-Maurice) în timpul iernii și Marsilia în timpul verii.
De la președinția franceză a Consiliului Uniunii Europene în 2008, un serviciu între Bruxelles și Strasbourg este asigurat de Thalys pentru europarlamentari, prin ocolirea Parisului și LGV Est (în loc de linia belgiană spre Luxemburg și liniile clasice din Alsacia-Moselle), pentru a beneficia de infrastructura de mare viteză. Serviciul către Geneva a fost abandonat.